# Lucid Motors
Lucid Motors, voorheen Atieva, is een Amerikaans fabrikant van elektrische auto's. Het bedrijf werd opgericht in 2007 en het hoofdkantoor staat in Newark.

## Beschrijving
De Lucid Group werd opgericht in 2007 onder de naam Atieva door Bernard Tse en Sam Weng. Het richtte zich oorspronkelijk op het bouwen van accu's en aandrijflijnen voor elektrische voertuigen voor andere fabrikanten.
Het bedrijf veranderde in oktober 2016 van naam naar Lucid Motors en in datzelfde jaar ontving het een durfkapitaal van ruim 130 miljoen dollar. In 2018 kreeg Lucid een financiering van ruim een miljard dollar, afkomstig van het Public Investment Fund van Saoedi-Arabië.
In februari 2021 werd een fusie aangekondigd met Churchill Capital Group. Lucid werd hierdoor een beursgenoteerd bedrijf aan de NASDAQ.

## Lucid Air

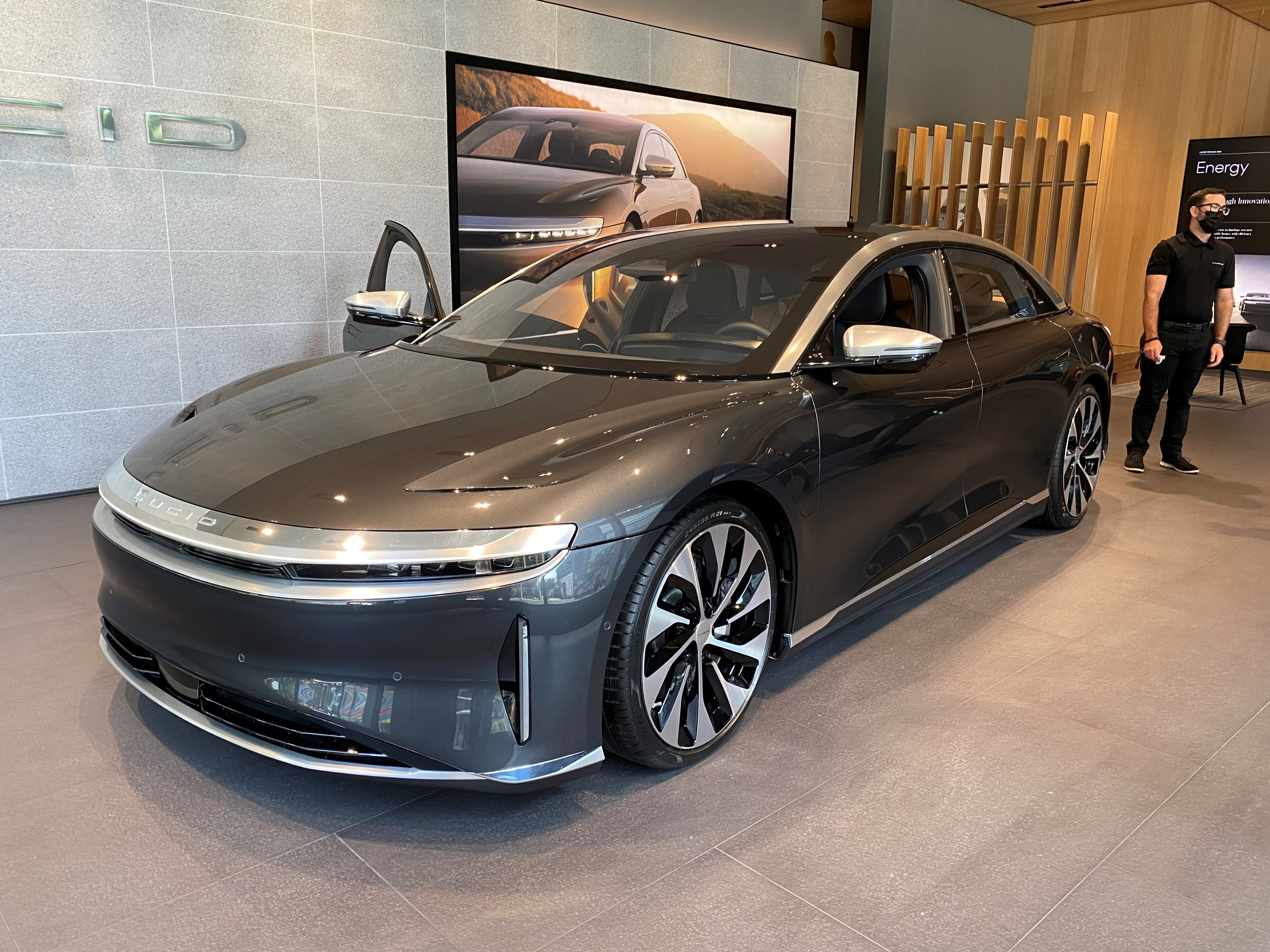
Lucid Air

In 2014 begon het bedrijf met de ontwikkeling van zijn eigen elektrische auto. Het eerste voertuigmodel, de Lucid Air, werd in december 2016 gepresenteerd.
De Lucid Air bevat een elektrische motor met een krachtverdeling van 300 kW en 450 kW aan respectievelijk de voor- en achterwielen voor een gecombineerd vermogen van 750 kW (1000 pk). Het voertuig haalde tijdens testritten al een topsnelheid van 300 km/u. Andere uitvoeringen met een groter bereik en lagere prijzen zijn aangekondigd voor 2022.
Er werd in Casa Grande een fabriek gebouwd waar jaarlijks circa 20.000 elektrische voertuigen geproduceerd kunnen worden. Het startte met de productie van de Lucid Air in september 2021.

## Trivia
- Lucid heeft batterijpakketten geproduceerd voor alle raceteams in het FIA Formule E-kampioenschap 2018/19.